# Lodja, Kongo-Kinshasa
Lodja är en ort i Kongo-Kinshasa. Den ligger i provinsen Sankuru, i den centrala delen av landet, 900 km öster om huvudstaden Kinshasa.